# Кацура, Пётр Макарович
Пётр Мака́рович Кацу́ра (16 декабря 1930, дер. Казазаевка, Речицкий район, Гомельская область, Белорусская ССР — 15 февраля 2017, Москва, Российская Федерация) — советский организатор промышленного производства и государственный деятель, заместитель генерального директора Волжского автомобильного завода по экономике и планированию (1969—1985), лауреат Государственной премии СССР (1980).

## Биография
В 1954 г. окончил Московский инженерно-экономический институт.
1954—1962 гг. — старший инженер-экономист, начальник планово-экономического отдела на Минском тракторном заводе,
1962—1965 гг. — заместитель начальника планово-экономического отдела Белорусского совнархоза,
1965—1969 гг. — заместитель начальника планово-экономического управления Министерства автомобильной промышленности СССР,
1969—1985 гг. — заместитель генерального директора Волжского автомобильного завода по экономике и планированию,
1985—1991 гг. — заведующий отделом совершенствования управления народным хозяйством, первый заместитель председателя Госкомиссии по экономической реформе Совета Министров СССР,
1991—1999 гг. — вице-президент «Международного фонда содействия приватизации и иностранным инвестициям»,
С 1999 г. — председатель совета директоров ЗАО «Гриффин», аналитик ООО «Гриффин Инвестиции».
Позже возглавлял инвестиционную компанию ОАО «Народный фонд» и ЗАО «ДЕМИРА-ИНВЕСТ».
Похоронен на Троекуровском кладбище (участок 25).

## Награды и звания
- Награждён тремя орденами Трудового Красного Знамени и медалями СССР.
- Награждён тремя медалями ВДНХ СССР, в числе которых Золотая медаль за разработку и внедрение АСУП ВАЗа (1977).
- Лауреат Государственной премии СССР за создание и внедрение комплексной системы организации производства, труда, управления и заработной платы на Волжском автозаводе (31 октября 1980 года).

## Память
- В 2010 году, накануне 95-летия со дня рождения первого генерального директора АВТОВАЗа — В. Н. Полякова — в Тольятти состоялась презентация книги «АВТОВАЗ и его время», одни из соавтором которой стал П. М. Кацура.

## Сочинения
- Бригадная организация труда : (Опыт ВАЗа) / П. М. Кацура. — М. Экономика 1984. — 79 с.
- АВТОВАЗ и его время / Кацура П. М. — Тольятти : [ДИС ОАО «АВТОВАЗ»], 2009. — 215 с.[4] В 2012 году вышло дополненное издание этой книги.[5]